# Wegeriche
Die Wegeriche (Plantago) sind eine Pflanzengattung in der Familie der Wegerichgewächse (Plantaginaceae).

## Beschreibung

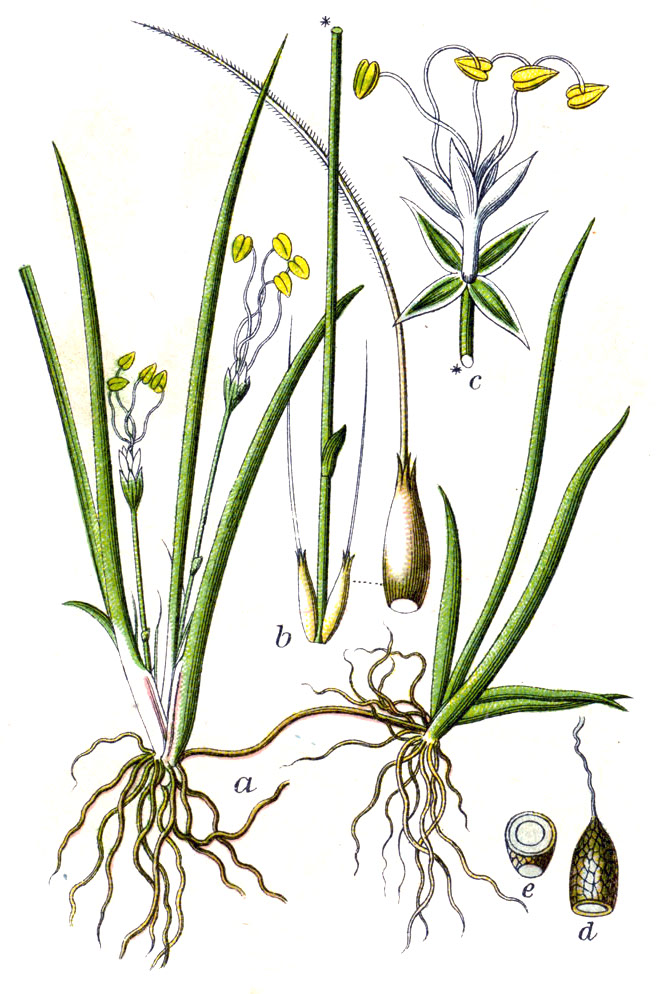
Illustration des Strandling (Plantago uniflora) aus Sturm

### Erscheinungsbild und Blätter
Die Wegerich-Arten wachsen als einjährige bis ausdauernde krautige Pflanzen oder Zwergsträucher.
Die Laubblätter stehen in einer grundstehenden Rosette oder gegen- oder wechselständig am Stängel verteilt. Die Laubblätter sind sogenannte „Rhachis-Blätter“: Die Blattspreite besteht nur aus der Rhachis, daher sind auch die Blattadern parallel oder bogenförmig.

### Blütenstände, Blüten und Früchte

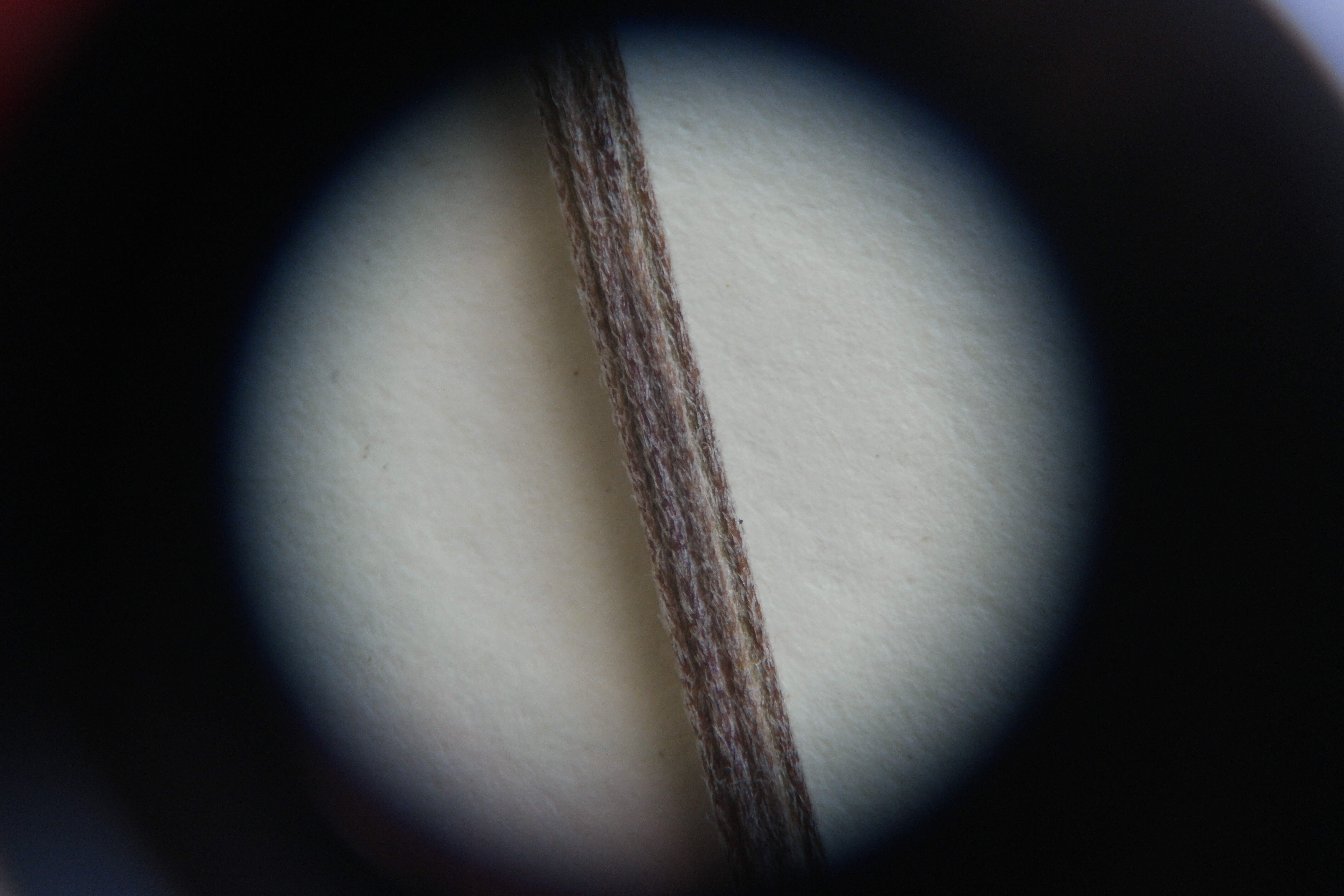
Ein wichtiges Unterscheidungsmerkmal der schmalblättrigen Wegeriche ist die Form der Blütenstandsschäfte. Bei Plantago argentea und Plantago lanceolata ist dieser fünffurchig, bei Plantago atrata stielrund. Im Bild Plantago argentea

Auf mehr oder weniger langen stielrunden oder gefurchten Blütenstandsschäften stehen vielblütige, köpfchenförmige oder ährige Blütenstände. Die Blüten sind vierzählig. Die Kronzipfel stehen meist ab oder sind zurückgebogen. Die Staubfäden setzen in der Blütenkronröhre an. Der Fruchtknoten ist zwei- bis vierkammerig.
Die Kapselfrüchte enthalten mehrere Samen.

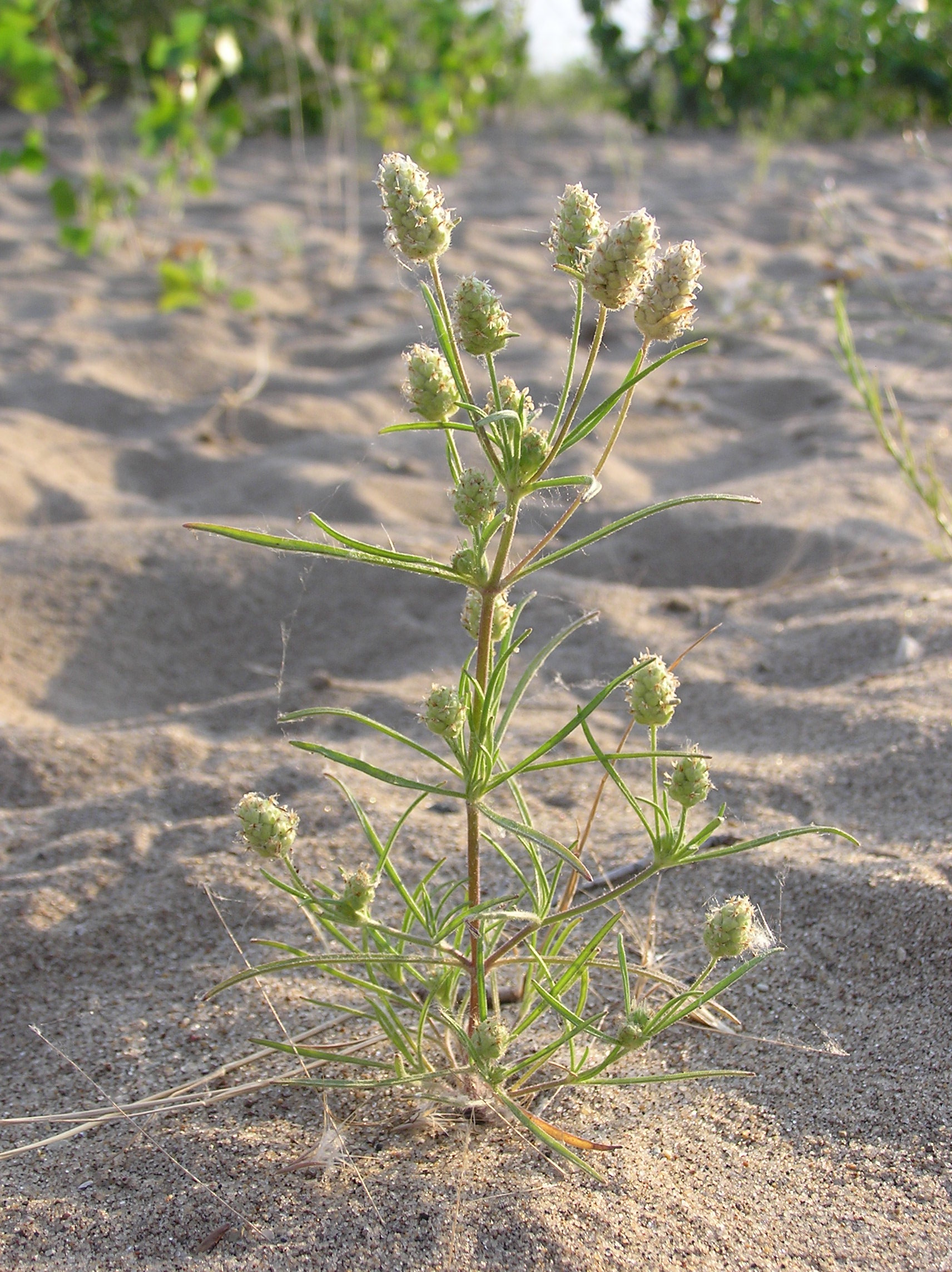
Sand-Wegerich (Plantago arenaria)

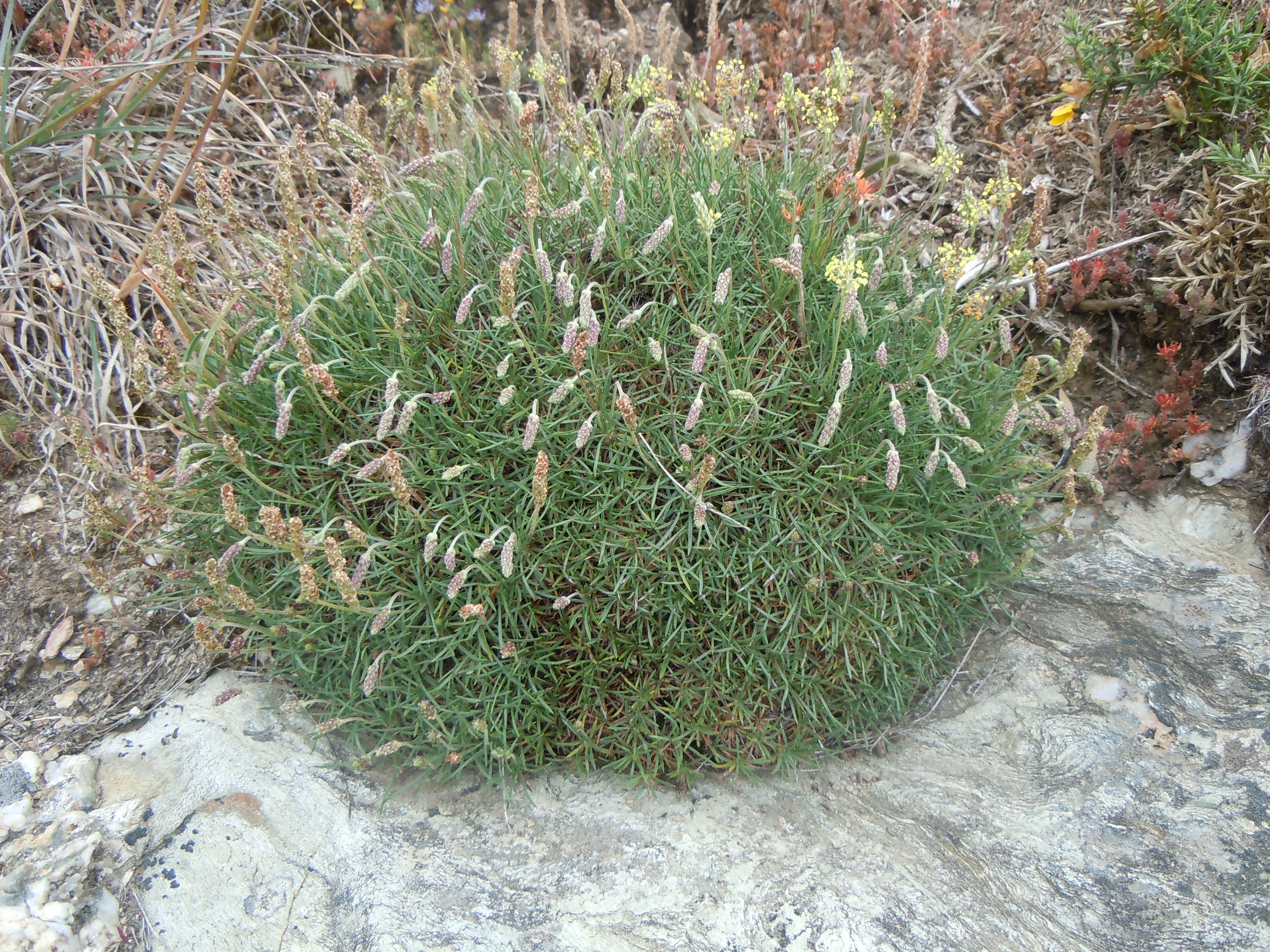
Kiel-Wegerich (Plantago holosteum)

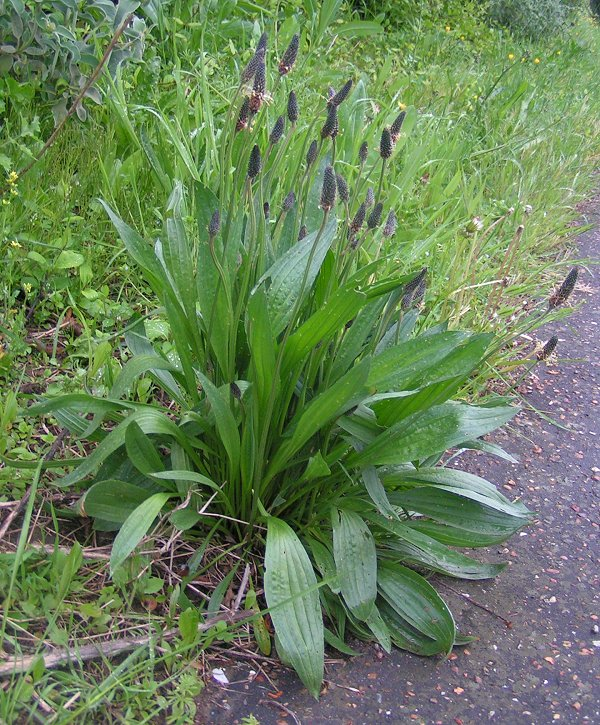
Spitzwegerich (Plantago lanceolata)

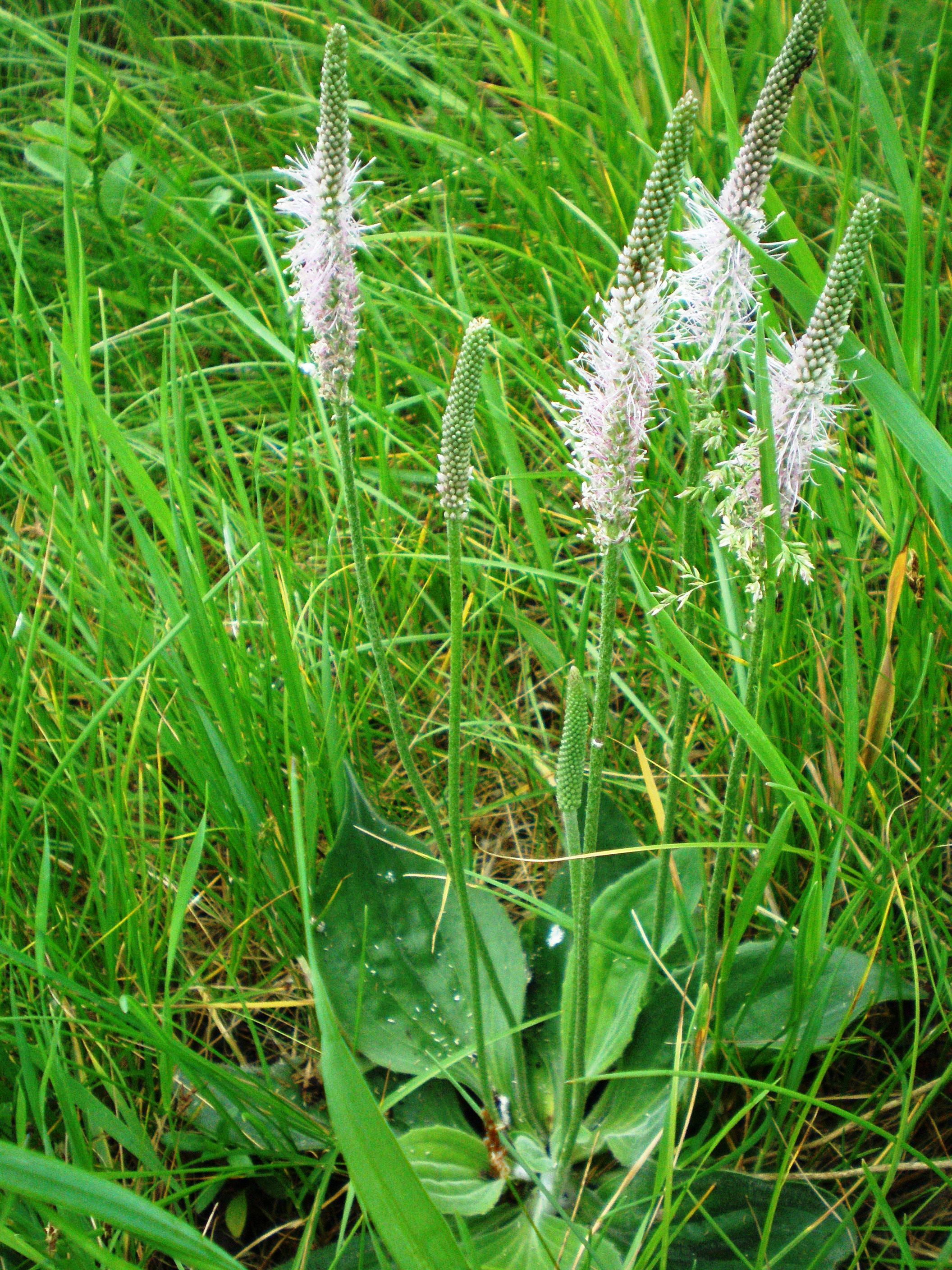
Mittlerer Wegerich (Plantago media)

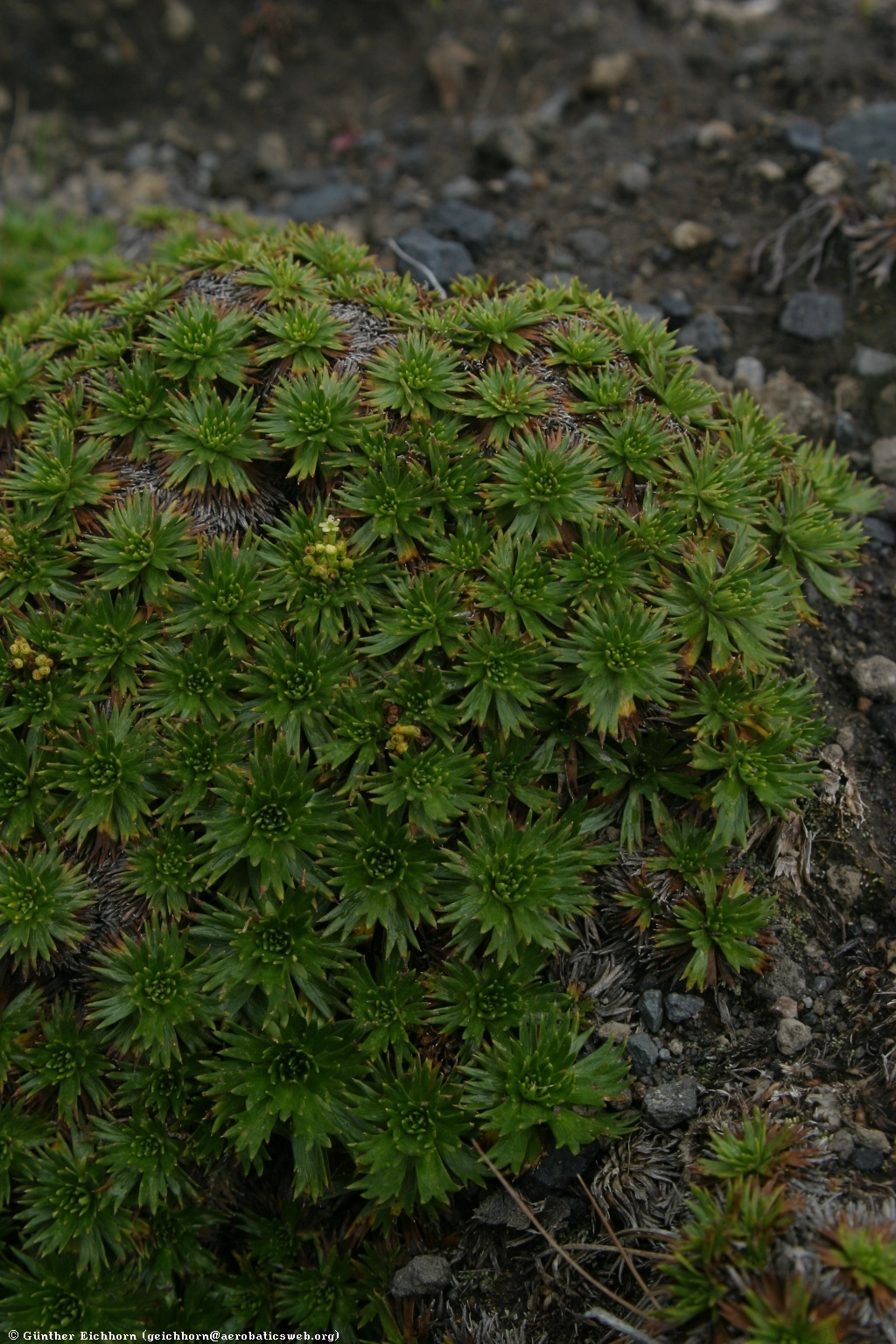
Habitus von Plantago rigida

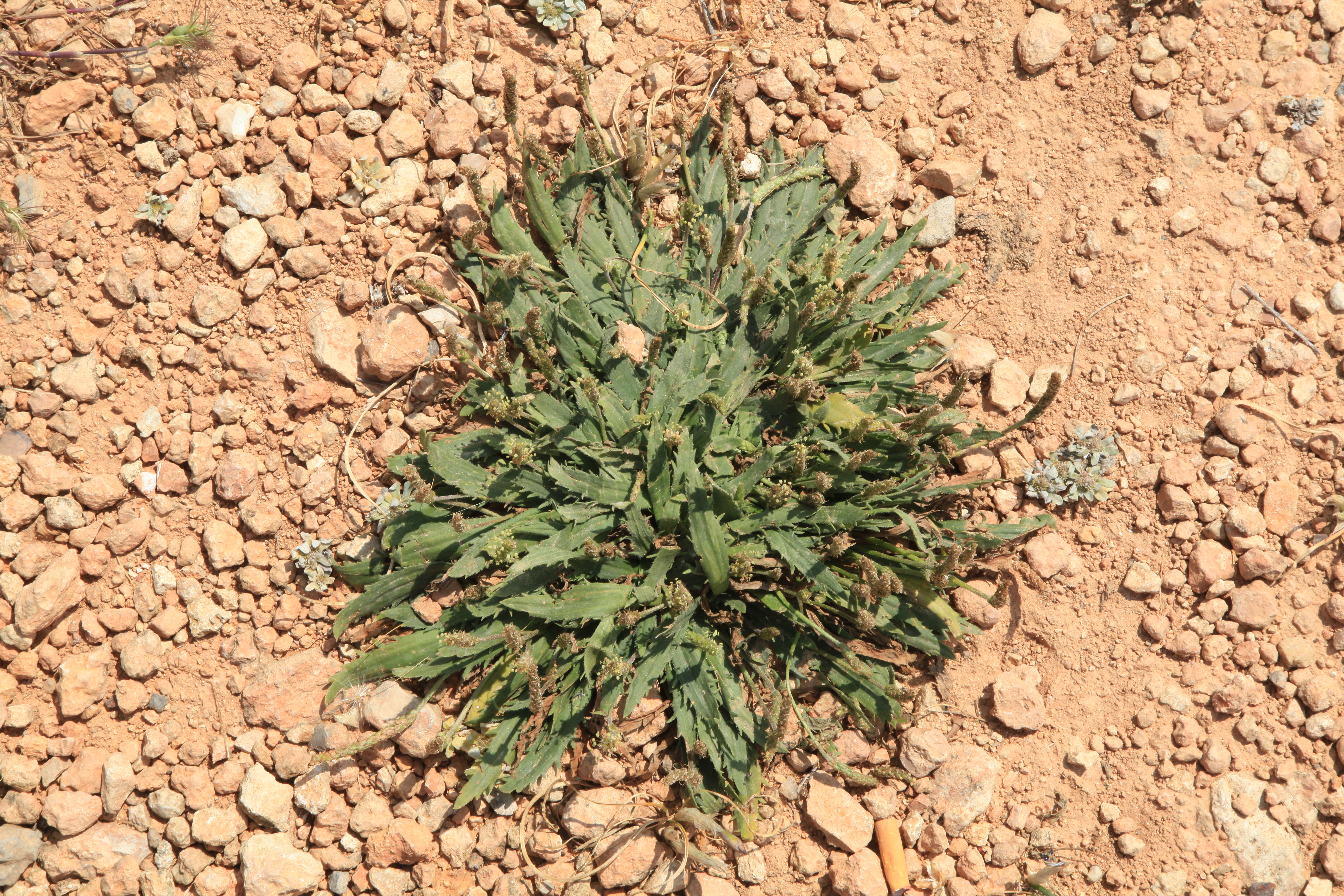
Habitus, Laubblätter und Blütenstände des Sägeblatt-Wegerich (Plantago serraria)

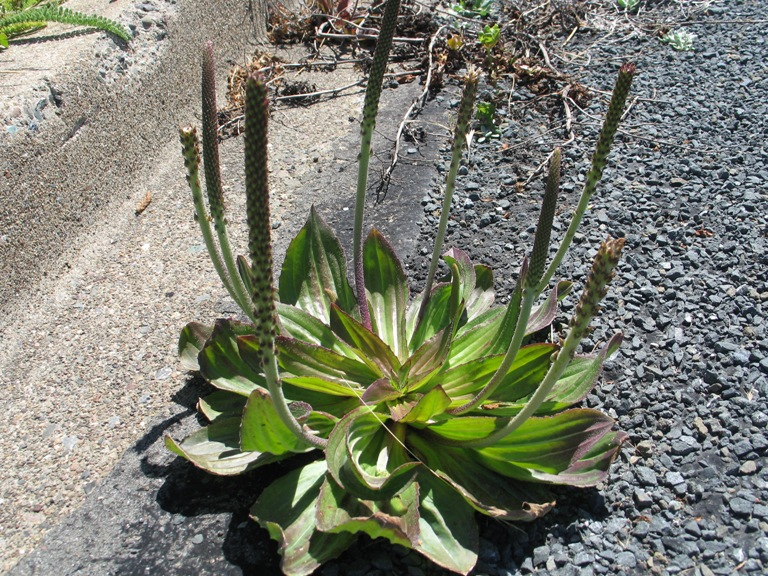
Habitus, Laubblätter und Blütenstände von Plantago subnuda

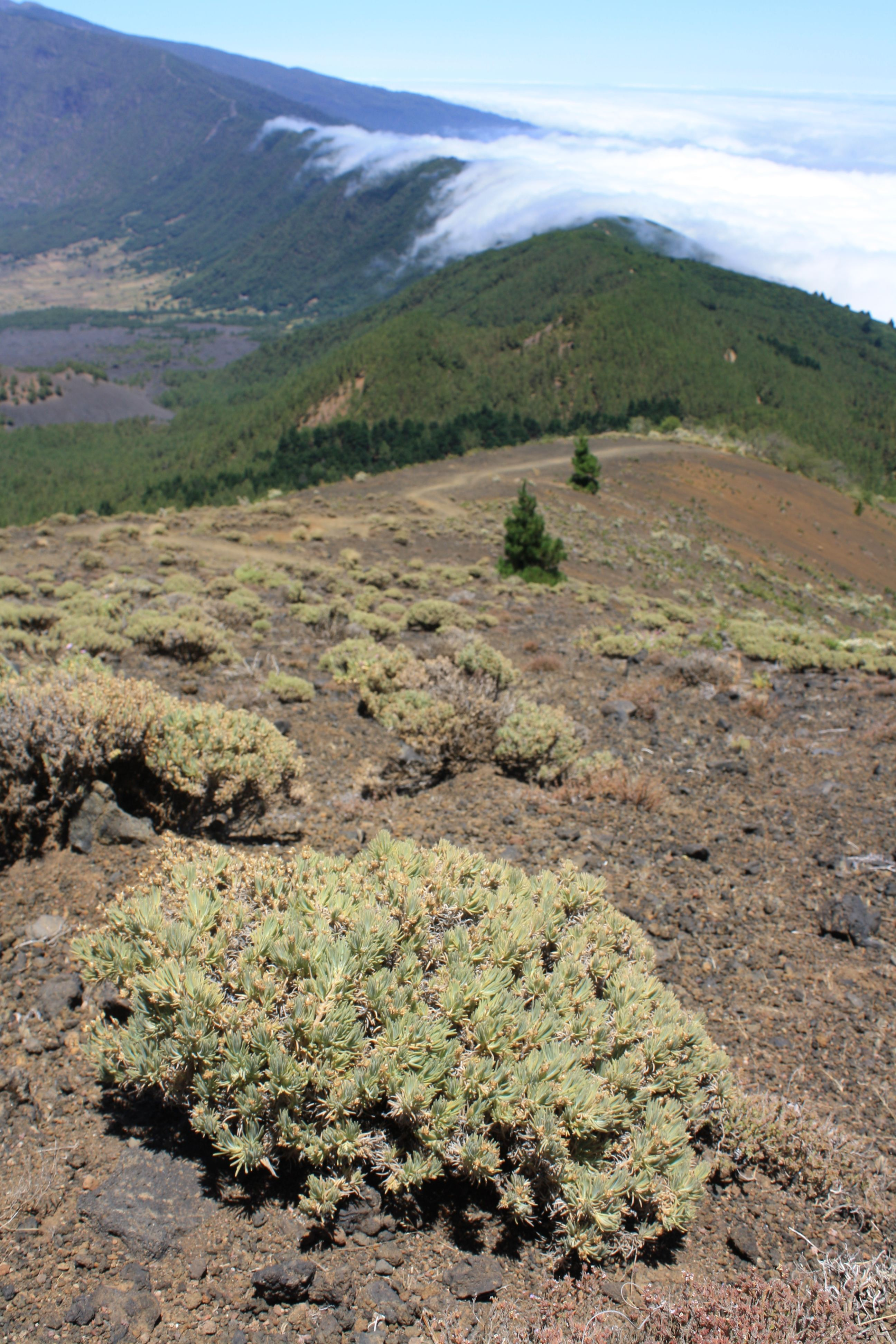
Webbs Wegerich (Plantago webbii)

## Systematik
Die Gattung Plantago wurde 1753 durch Carl von Linné in Species Plantarum, Tomus I, S. 112 aufgestellt. Synonyme für Plantago L. sind: Psyllium Mill., Littorella P.J.Bergius.
Die Gattung Plantago gehört zur Tribus Plantagineae innerhalb der Plantaginaceae. Früher stellte man sie in die Familie Veronicaceae.
Die Gattung Plantago wird in mehrere Untergattungen und diese teilweise noch weiter in Sektionen gegliedert:
- Untergattung Bougueria (Decne.) Rahn
- Untergattung Coronopus (Lam. & DC.) Rahn:
  - Sektion Coronopus DC.
  - Sektion Maritimae H. Dietr.
- Untergattung Littorella (P.J.Bergius) Rahn
- Untergattung Plantago
- Untergattung Psyllium:
  - Sektion Albicantes
  - Sektion Gnaphaloides
  - Sektion Hymenopsyllium
  - Sektion Lanceifoliae
  - Sektion Montanae
  - Sektion Psyllium

### Arten und ihre Verbreitung
In der Gattung Plantago gibt es etwa 190 Arten. Hier eine Artenauswahl:
- Flohsamen-Wegerich (Plantago afra L., Synonym: Plantago psyllium auct.) (subg. Psyllium sect. Psyllium): Sie ist in Südeuropa, den Kanaren, Afrika, West- und Mittelasien bis Pakistan weitverbreitet.[2]
- Weißlicher Wegerich (Plantago albicans L.) (subg. Psyllium sect. Albicantes): Sie ist von Südeuropa über Nordafrika und den Kanaren und Westasien weitverbreitet.[2]
- Alpen-Wegerich (Plantago alpina L.): Er kommt in Spanien, in den Alpen und auf der Balkanhalbinsel vor.[1]
- Hochstieliger Wegerich (Plantago altissima)[3]
- Stängelumfassender Wegerich (Plantago amplexicaulis Cav.) (subg. Psyllium sect. Albicantes): Sie ist von Südeuropa über Nordafrika und den Kanaren bis Westasien und von Indien bis Pakistan weitverbreitet.[2]
- Plantago arborescens Poir.: Es ist ein auf den Kanarischen Inseln endemischer Zwergstrauch.
- Sand-Wegerich (Plantago arenaria  Waldst. & Kit., Syn.: Plantago indica L., Plantago psyllium L., Plantago scabra Moench) (subg. Psyllium sect. Psyllium): Sie ist von Europa bis Nordafrika und von Westasien bis Sibirien weitverbreitet.[2]
- Plantago argyrea E.Morris (subg. Psyllium sect. Gnaphaloides): Sie ist von den südlichen USA bis Mexiko verbreitet.[2]
- Plantago aristata Michx. (subg. Psyllium sect. Gnaphaloides): Die Heimat sind die USA; sie ist in der Ukraine und in China ein Neophyt.[2]
- Plantago asiatica L. (subg. Plantago): Die Heimat ist Indien, Indochina, Malaysia, die Volksrepublik China, Japan, Korea und Taiwan.[2]
- Berg-Wegerich (Plantago atrata Hoppe) (subg. Psyllium sect. Montanae): Die Heimat ist Europa und Westasien.[2]
- Plantago australis Lam. (subg. Plantago): Die mindestens acht Unterarten sind von Nord- über Zentral- bis Südamerika weitverbreitet.[2]
- Plantago bellardii[3]
- Plantago cordata Lam. (subg. Plantago): Sie ist von Kanada bis in die USA verbreitet.[2]
- Krähenfuß-Wegerich (Plantago coronopus L.) (subg. Coronopus sect. Coronopus): Er ist in Eurasien, Nordafrika und Makaronesien weitverbreitet; ein Neophyt ist er in Australien, Neuseeland und Nordamerika.[2]
- Plantago debilis R.Br. (subg. Bougueria): Die Heimat ist Australien.[2]
- Plantago depressa Willd. (subg. Plantago), (Syn.: Plantago tibetica Hook. f. & Thomson): Die Heimat ist Asien.[2]
- Plantago elongata  Pursh (subg. Plantago): Sie ist von Kanada über die USA bis Mexiko weitverbreitet.[2]
- Plantago erecta E.Morris (subg. Psyllium sect. Gnaphaloides): Sie ist von den USA bis Mexiko verbreitet.[2]
- Plantago hawaiensis (A.Gray) Pilg. (subg. Plantago): Die Heimat ist Hawaii.[2]
- Plantago helleri  Small (subg. Psyllium sect. Gnaphaloides): Die Heimat ist New Mexico und Texas.[2]
- Kiel-Wegerich (Plantago holosteum Scop.) (subg. Coronopus sect. Coronopus): Die Heimat ist Südeuropa und Westasien.[2]
- Plantago hookeriana  Fisch. & C.A.Mey. (subg. Psyllium sect. Gnaphaloides): Die Heimat ist Texas und Mexiko.[2]
- Hasenfuß-Wegerich (Plantago lagopus L.) (subg. Psyllium sect. Lanceifoliae): Die Heimat ist Südeuropa, Nordafrika, Makaronesien und Westasien.[2]
- Spitzwegerich (Plantago lanceolata L.) (subg. Psyllium sect. Lanceifoliae): Er ist in Eurasien und Nordafrika weitverbreitet; ein Neophyt ist er in vielen anderen Gebieten der Welt.[2]
- Plantago macrocarpa Cham. & Schltdl. (subg. Plantago): Die Heimat ist British Columbia, Oregon, Washington, Alaska und Kamtschatka.[2]
- Breitwegerich (Plantago major L.) (subg. Plantago): Er ist Eurasien weitverbreitet; ein Neophyt ist er in vielen anderen Gebieten der Welt.[2]
- Strand-Wegerich (Plantago maritima L.) (subg. Coronopus sect. Maritimae): Er ist in Eurasien, Nordafrika und in der Neuen Welt weitverbreitet.[2]
- Mittlerer Wegerich (Plantago media L.) (subg. Plantago): Er ist Eurasien weitverbreitet.[2]
- Plantago orzuiensis Mohsenz., Nazeri & Mirtadz. (subg. Psyllium sect. Albicantes): Sie kommt nur im Iran vor.
- Indischer Flohsamen (Plantago ovata  Forssk.) (subg. Psyllium sect. Albicantes): Synonyme sind Plantago fastigiata E.Morris, Plantago insularis Eastw. sowie Plantago ispaghula Roxb. ex Fleming. Er ist auf den Kanaren, Madeira, Spanien, Nordafrika, Westasien bis Pakistan verbreitet; als Neophyt kommt er in Nordamerika vor.[2]
- Plantago patagonica Jacq. (subg. Psyllium sect. Gnaphaloides): Synonyme sind Plantago lagopus Pursh sowie Plantago purshii Roem. & Schult.: Sie ist von Kanada über die USA bis Mexiko verbreitet und kommt in Argentinien sowie Chile vor.[2]
- Plantago princeps Cham. & Schltdl. (subg. Plantago): Die Heimat ist Hawaii.[2]
- Plantago pusilla Nutt. (subg. Plantago): Die Heimat sind die USA.[2]
- Plantago rhodosperma Decne. (subg. Plantago): Sie ist von den USA bis Mexiko verbreitet.[2]
- Plantago rugelii Decne. (subg. Plantago): Die Heimat sind Kanada und die USA.[2]
- Strauch-Wegerich (Plantago sempervirens Crantz, Syn.: Plantago cynops sensu L.) (subg. Psyllium sect. Psyllium): Die Heimat ist Portugal, Spanien, Frankreich, Italien und die Türkei.[2]
- Schlangen-Wegerich (Plantago serpentina)
- Sägeblatt-Wegerich (Plantago serraria L.) (subg. Coronopus sect. Coronopus): Die Heimat ist Marokko, Algerien, Tunesien, Portugal, Spanien, Italien, Malta, Griechenland und das frühere Jugoslawien.[2]
- Plantago subnuda Pilg.: Die Heimat ist Oregon und Kalifornien.[2]
- Pfriemenblättriger Wegerich (Plantago subulata L.)
- Strandling (Plantago uniflora L.) (subg. Littorella): Ein Synonym ist Littorella uniflora (L.) Asch.: Die Heimat ist Europa und die Azoren.[2]
- Plantago virginica L. (subg. Plantago): Die Heimat sind Mexiko und die USA; eingebürgert kommt die Art aber auch in China, Japan, in der Karibik und in Kanada vor.[2]
- Webbs Wegerich (Plantago webbii Barnéoud): Er kommt nur auf Teneriffa, La Palma und Gran Canaria vor.[1]
- Plantago wrightiana Decne. (subg. Psyllium): Sie kommt von den USA bis Mexiko vor.[2]

## Etymologie und Nutzungsgeschichte
Die Bezeichnung „Wegerich“ (vermutlich in Analogie zu Personennamen wie Friedrich oder Dietrich gebildet) ist wohl nicht als „Wegbeherrscher“ zu interpretieren, sondern deutet auf den Standort an Wegen hin. Der Name Plantago leitet sich vom lateinischen „Planta“ für Fußsohle ab.
Bereits in der Antike, aber auch in Shakespeares Romeo und Julia, wurden die Blätter des Wegerichs (hier vor allem Plantago major L. oder die früher auch Plantago minor genannte Art Plantago lanceolata L.) auf Wunden und entzündete Stellen aufgelegt. Seltener wurde auch die Wegerichwurzel (z. B. bei Menstruationsbeschwerden) angewandt. Die antiken Ärzte Galenos und Dioscurides zählen in ihren Schriften zahlreiche Anwendungsgebiete für den Wegerich auf, v. a. soll er bei allen bösartigen Geschwüren, Flüssen, Fäulnisprozessen, Ruhr, Blutungen angewendet werden. Nach Dioscurides hilft der Wegerich auch Epileptikern und Asthmatikern. Dioscurides unterschied in der Materia medica bereits einen kleinen (Plantago minor, wohl Spitzwegerich) von einem großen Wegerich (Plantago major), dem Breitwegerich. Galenos klassifiziert den Wegerich im Sinne der Humoralpathologie als gemischt zusammengesetztes einfaches Arzneimittel mit den Qualitäten feucht und kalt sowie trocken und kalt, woraus er die verschiedenen Indikationen ableitet.

## Weiterführende Literatur
- Knud Rahn: A phylogenetic study of the Plantaginaceae. In: Botanical Journal of the Linnean Society. Band 120, Nr. 2, 1996, S. 145–198, doi:10.1111/j.1095-8339.1996.tb00484.x.
- Nina Rønsted, Mark W. Chase, Dirk C. Albach, Maria Angelica Bello: Phylogenetic relationships within Plantago (Plantaginaceae): evidence from nuclear ribosomal ITS and plastid TrnL-F sequence data. In: Botanical Journal of the Linnean Society. Band 139, Nr. 4, 2002, S. 323–338, doi:10.1046/j.1095-8339.2002.00070.x.